# Гольґель Сундстрем
Гольґель Сундстрем (швед. Holger Sundström, 17 квітня 1925 — 9 квітня 2023) — шведський яхтсмен.
Бронзовий призер Олімпійських Ігор 1964 року в класі Зоряний.